# Upp, kristen, upp till kamp och strid
Upp, kristen, upp till kamp och strid är en psalmtext av Angelus Silesius översatt år 1816 av Johan Åström. Melodin är densamma som till Din spira, Jesus, sträckes ut, från 1535 i Geistliche Lieder och härrör alltså från Martin Luthers inledda psalmtradition. Texten bearbetades 1977 av Anders Frostenson och 1984.

## Publicerad som
- Nr 211 i 1819 års psalmbok under rubriken Nådens ordning: Den dagliga förnyelsen under bön, vaksamhet och strid mot andliga fiender".
- Nr 319 i Metodistkyrkans psalmbok 1896 under rubriken "Den andliga striden".
- Nr 463 i Sionstoner 1935 under rubriken "Nådens ordning: Trosliv och helgelse".
- Nr 346 i 1937 års psalmbok under rubriken "Trons vaksamhet och kamp".
- Nr 346 i Psalmer för bruk vid krigsmakten 1961 verserna 1-3.
- Nr 567 i Den svenska psalmboken 1986 under rubriken "Vaksamhet - kamp - prövning".
- Nr 665 i Psalmer och Sånger 1987 under rubriken "Att leva av tro - Verksamhet - kamp - prövning".[1]